# Альберти, Никколо
Никколо Альберти (итал. Niccolò Alberti; ок. 1250, Прато, графство Прато, Священная Римская империя — 27 апреля 1321, Авиньон, Авиньонское папство) — итальянский куриальный кардинал, доминиканец. Епископ Сполето с 1 июля 1299 по 18 декабря 1303. Декан Священной Коллегии Кардиналов с августа 1313 по 1 апреля 1321. Кардинал-епископ Остии с 18 декабря 1303 по 1 апреля 1321.

## Ранние годы и священство
Родился Никколо Альберти, около 1250 года, в Прато. Сын Макардо Альберти, графа Прато и Бартоломеи Мартини. Его имя указывается как Никколо да Прато, а также как Николаус фон Прато. А его фамилия Альберти ди Прато, Аубертини и Альбертини, эта последняя форма была принята после того, как он был возведён в кардиналы.
Альберти вступил в орден проповедников (доминиканцев) в 1266 году в монастыре Санта-Мария-Новелла, во Флоренция. Получил докторскую степень в Парижском университете.
Когда был рукоположен в священники информация отсутствует. Магистр богословия. Профессор в монастыре Святой Марии над Минервой, в Риме. Генеральный прокуратор своего ордена в 1296 году, провинциал в Риме в 1297 году.

## Епископ
1 июля 1299 года Альберти избран епископом Сполето и назначен викарием папы римского. Когда был рукоположен в епископы информация отсутствует. 2 июня 1300 года получил разрешение на исполнение своей воли. Легат Папы Бонифация VIII перед королями Филиппом IV Французским и Эдуардом I Английским, с поручением их примирения. Он был успешным в своей миссии и по возвращении он был вновь назван викарием папы в Риме 15 мая 1302 года.

## Кардинал
Возведён в кардинала-епископа Остии и Веллетри на консистории от 18 декабря 1303 года. Легат Папы Бенедикта XI во Флоренции и Ломбардии с 19 февраля по 14 июля 1304 год. Легат Альберти снял интердикт против Флоренции.
Участвовал в Конклаве 1304—1305 годов, который избрал Папу Климента V. Альберти был отправлен во Францию с кардиналом-доминиканцем Уолтером Уинтербёрном, на миссию по изучению доктрины францисканца Петра Иоанна Оливи, которая вызвала большие волнения в его ордене.
Кардинал Альберти сопровождал неаполитанского короля Роберта Анжуйского, по прозвищу Мудрый, в его королевство, в качестве легата. Легат, с кардиналами Франческо Наполеоне Орсини и Арно де Фальгьером, для коронации императора Генриха VII в Риме 19 июня 1311 года.
Декан Священной Коллегии Кардиналов с августа 1313 года. Участвовал в Конклаве 1314—1316 годов, который избрал Папу Иоанна XXII.
Автор труда «Treaité du Paradis» и работы по папским выборам «De ratione Pontificalium Comitiorum habendorum».
Скончался кардинал Никколо Альбергати 1 апреля 1321 года, в Авиньоне. Похоронен в церкви доминиканцев, в Авиньоне.